# Келіменел
Келіменел (рум. Călimănel) — село у повіті Харгіта в Румунії. Адміністративно підпорядковане місту Топліца.
Село розташоване на відстані 284 км на північ від Бухареста, 73 км на північний захід від М'єркуря-Чука, 132 км на схід від Клуж-Напоки, 144 км на північ від Брашова.

## Населення
За даними перепису населення 2002 року у селі проживали 967 осіб.
Національний склад населення села:
| Національність | Кількість осіб | Відсоток |
| -------------- | -------------- | -------- |
| румуни         | 932            | 96,4%    |
| угорці         | 28             | 2,9%     |
| цигани         | 7              | 0,7%     |

Рідною мовою назвали:
| Мова      | Кількість осіб | Відсоток |
| --------- | -------------- | -------- |
| румунська | 938            | 97,0%    |
| угорська  | 29             | 3,0%     |